# 조수원 (희극인)
조수원(1979년 10월 7일 ~ )은 대한민국의 희극 배우이다.

## 데뷔
1998년 연극배우 첫 데뷔하였고 2년 후 2000년 KBS 공채 15기 개그맨 정식 데뷔하였다.

## 출연작

### 텔레비전 프로그램
- 《개그콘서트》 (KBS)
- 《쇼! 행운열차》 (KBS)
- 《코미디 파일》 (KBS)
- 《개그야》 (MBC)
- 《잘 키운 딸 하나》 (SBS)

### 영화
- 《마법경찰 갈갈이와 옥동자》 (2004년) - 백미남 역
- 《바리바리 짱》 (2005년) - 백곰파 역
- 《챔피언 마빡이》 (2007년) - 얼구 역
- 《옹알스》 (2019년) - 본인 역
- 《여타짜》 (2019년) - 옐로하우스 손님 역